# Mangrovemiervogel
De mangrovemiervogel (Sclateria naevia) is een zangvogel uit de familie Thamnophilidae (miervogels).

## Verspreiding en leefgebied
Deze soort komt voor in het Amazonegebied en telt vier ondersoorten:
- S. n. naevia: oostelijk Venezuela, de Guyana's, noordoostelijk Brazilië en Trinidad.
- S. n. diaphora: centraal Venezuela.
- S. n. argentata: zuidoostelijk Colombia en van zuidelijk Venezuela tot oostelijk Ecuador, oostelijk Peru, noordelijk Bolivia en westelijk Brazilië.
- S. n. toddi: amazonisch zuidelijk-centraal Brazilië.

## Status
De grootte van de populatie is niet gekwantificeerd maar de soort wordt omschreven als vrij algemeen. Op de Rode lijst van de IUCN heeft deze soort de status niet bedreigd.

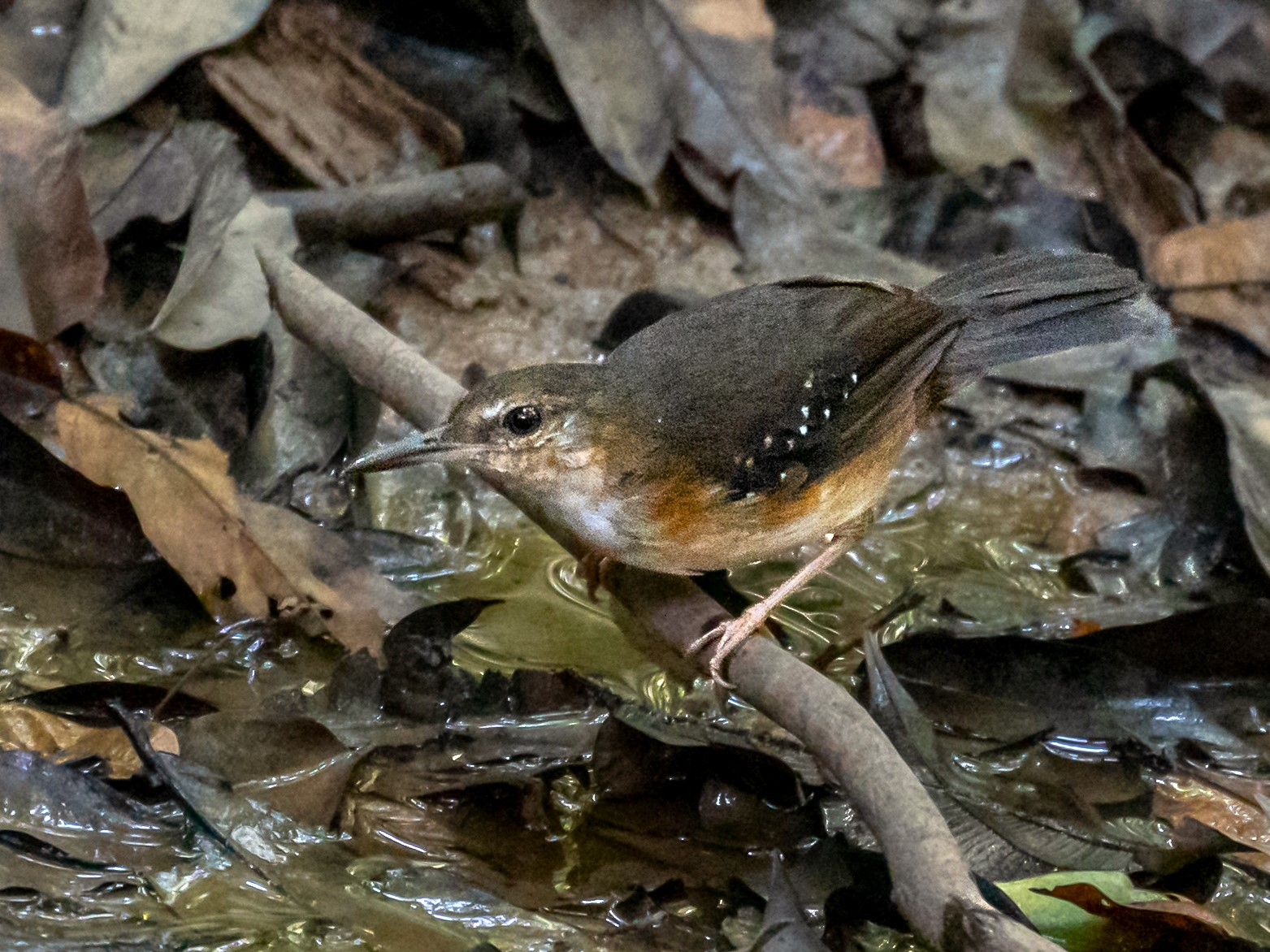